# Purwaka Yudhi
Purwaka Yudhi Pratomo (sinh ngày 11 tháng 4 năm 1984) là một cầu thủ bóng đá người Indonesia hiện tại thi đấu cho Arema FC ở vị trí hậu vệ.. Anh chủ yếu thi đấu ở vị trí hậu vệ tuy nhiên cũng có thể chơi ở vị trí tiền vệ phòng ngự.

## Sự nghiệp quốc tế
Năm 2007, anh đại diện U-23 Indonesia, ở SEA Games 2007.

## Danh hiệu

### Danh hiệu câu lạc bộ
Persib Bandung
- Bhayangkara Cup 2016

- Á quân: 2016

Arema Indonesia
- Indonesia Super League

- Vô địch (1): 2009/2010
- Á quân (1): 2010/2011

- Piala Indonesia

- Á quân (1): 2010